# Institución Educativa Emblemática María Parado de Bellido
La Institución Educativa María Parado de Bellido está situada en el distrito del Rímac, en Lima, Perú. Fue fundada en 1952 y lleva el nombre de una figura prócer y mártir de la independencia del Perú, la huamanguina María Parado de Bellido.
Empezó sus funciones en un modesto local situado en el mismo distrito. Su actual sede fue inaugurada en 1962, convirtiéndose en una Gran Unidad Escolar para mujeres. Actualmente tiene la categoría de Institución Educativa Emblemática y alberga a unas 1250 alumnas en las modalidades de inicial, primaria y secundaria.

## Historia

### Fundación
El colegio fue fundado por Resolución Suprema N.º 645 de 28 de marzo de 1947, durante el gobierno constitucional de José Luis Bustamante y Rivero. Su primera directora fue la doctora Aurora Mas Alcedo. Al principio funcionó en un local de la calle Francisco Pizarro, del distrito de Rímac, con apenas 87 alumnas, siendo luego trasladado a las instalaciones del Centro Educativo José Granda, ubicado en el Jirón Chiclayo del mismo distrito, antes de pasar a una nueva sede, más amplia y moderna.

### Nuevo local
En los años 1950 se empezaron los trámites para habilitar una nueva sede en donde construir un local más amplio y moderno. También fue elevado a la categoría de Gran Unidad Escolar, nuevo concepto de la infraestructura educativa aplicado durante el  gobierno del general Manuel A. Odría (1948-1956).
Todo esto se hizo gracias al empeño de la directora Aurora Mas Alcedo, que logró que el Estado cediera una parte del amplio terreno no utilizado por el Ministerio de Guerra en donde construir un espacioso y moderno local, con miras a su ampliación ante el aumento de la población escolar del distrito. La cesión del terreno, de 23 000 metros cuadrados, se logró en 1956. La construcción se aprobó en 1960, ampliándose el área a 30 000 metros cuadrados.
El nuevo lugar designado como sede estaba ubicado en la segunda cuadra de la avenida Antón Sánchez, urbanización El Manzano del distrito de Rímac, y es donde hasta hoy permanece. La solemne inauguración se realizó el 16 de julio de 1962, con la asistencia de importantes personalidades. La obra fue culminada durante el gobierno de la Junta Militar presidida por el general Ricardo Pérez Godoy y bajo la gestión el ministro de Educación Pública, vicealmirante Franklin Pease Olivera.

### Colegio emblemático
Por su trayectoria, el Colegio Nacional María Parado de Bellido fue categorizado como Colegio Emblemático, al igual que las otras antiguas Grandes Unidades Escolares. Como tal, fue incluido en el “Programa Nacional de Recuperación de las Instituciones Públicas Educativas Emblemáticas y Centenarias” iniciado por el segundo gobierno del presidente Alan García por decreto de urgencia N.º 004 dado el 9 de enero de 2009.
La ceremonia de inauguración se realizó el 7 de abril de 2010 contó con la presencia del presidente Alan García, ministros de Estado, docentes y alumnos.
La moderna infraestructura, que se eleva sobre un área de 6200 metros cuadrados, demandó una inversión de más de 10 millones de soles. Cuenta con pabellones de varios pisos, áreas administrativas, cerco transparente, graderías, patios de formación, área de estacionamiento y un puente peatonal. Se instalaron modernos laboratorios de Biología, Química y Física; laboratorios integrales de informática en los tres niveles de educación, equipadas con laptops; bibliotecas diferenciadas para primaria y secundaria.
En el aspecto deportivo, se habilitaron cuatro losas para la práctica del voleibol, el básquetbol y el fútbol femenino. También, con miras a la formación laboral de las alumnas, se instalaron talleres completos para industria del vestir, industria alimentaria y cosmetología. Como complemento, cuenta con un auditorio para 400 personas, gimnasio y servicios de cafetería, tópico y asistencia médica debidamente equipados.

## Directores
Esta es la lista de directores:
1. Aurora Mas Alcedo (1947-1968)
2. Violeta Merek Gonzáles (1969-1970)
3. Clorinda Sidia de Palomino (1971-1980)
4. Natalia Rodríguez de la Rosa (1981-1983)
5. Nilda Marcelo Pérez (1984-1991)
6. Irene Moreno López (1992-2001)
7. José Carlos Canales Verástegui (2002-2003), encargado.
8. Mauro Jonatan Vigo Roldán (2003-2010)
9. Irene Moreno López (2011-)
10. Carla Alicia Gutiérrez Guerrero[9]

## Exalumnas destacadas
Entre las exalumnas destacadas se encuentran: Nidia Vílchez, exministra de la Mujer y Desarrollo Social; Manuela García Cochagne, exministra de Trabajo y Promoción del Empleo; Doris Sánchez, bióloga y exministra de la Mujer; y María Zavala Valladares, jueza y exministra de Justicia.